# Митрополія Тулуза
Митрополія Тулуза (фр. Province ecclésiastique de Toulouse) - митрополія  римо-католицької церкви у Франції. Утворена 1317 року. До її складу входять 3 архідієцезії та 6 дієцезій. Головною святинею є собор Сан-Етьєн в Тулузі.